# Il segnalatore
Il segnalatore (The Signal-Man) è un racconto di Charles Dickens pubblicato nel 1866. Fa parte della collezione di racconti Mugby Junction che venne pubblicata inizialmente sulla rivista settimanale All the Year Round, della quale Dickens è stato fondatore e redattore.

## Trama
Il racconto narra la storia di un segnalatore ferroviario che è perseguitato dai fantasmi: ogni volta che ne vede uno succedono cose terribili nel tratto di ferrovia dove lavora.
La storia inizia con l'arrivo del narratore sul luogo di lavoro del segnalatore. Il narratore giunge dall'alto di una collina e vede il segnalatore che fissa intensamente il cupo ingresso della galleria che deve sorvegliare. Il narratore quindi prova a chiamare il segnalatore muovendo un braccio ed esclamando "Halloa! Below there!" ma il lavoratore ferroviario, contrariamente a ogni aspettativa, non si volta e resta immobile a osservare il solito punto. Il narratore fa un nuovo tentativo e questa volta ottiene l'invito a raggiungere lo stralunato segnalatore. Il luogo nel quale lavora il segnalatore appare al narratore come un posto tutt'altro che sicuro, gli sembra che diventi sempre più umido e cupo man mano che si avvicina ai binari.
Inizialmente il segnalatore sembra non essere a proprio agio, e il narratore se ne accorge, cerca quindi di tranquillizzarlo. Il segnalatore dice che gli pare d'aver già visto il narratore, proprio davanti all'entrata della galleria, ma il secondo afferma che ciò è impossibile perché egli non è mai stato in quel posto prima. 

Rassicurato, il segnalatore dà il benvenuto al narratore, lo invita nella sua cabina e davanti a un fuocherello i due cominciano a parlare. Il lavoro del segnalatore, nonostante l'alto grado di responsabilità e precisione che gli viene richiesto, consiste in alcune azioni di routine come riportare dati su registri, cambiare dei segnali, regolare delle luci e una leva di ferro di tanto in tanto, quando necessario. Durante la chiacchierata, il segnalatore appare come un ottimo lavoratore: si interrompe infatti ogni qual volta deve svolgere il suo lavoro e lo fa con accuratezza ed efficienza. I due parlano anche della breve carriera accademica del segnalatore, il quale aveva iniziato a studiare matematica, frazioni e algebra ma aveva poi abbandonato gli studi e intrapreso la sua attuale professione senza troppi rimpianti. Tuttavia, in un paio di occasioni il segnalatore interrompe la sua chiacchierata, apparentemente senza motivo, per lanciare un'occhiata alla campanella che segnala il passaggio di un treno. Per il narratore questo comportamento è strano, ma il segnalatore sente suonare la campanella come se stesse effettivamente per passare un treno, esce dalla cabina e controlla l'ingresso della galleria. Infine con un'aria inspiegabile torna a sedersi per continuare la chiacchierata. 

Al momento di salutarsi il narratore promette al segnalatore di tornare la sera successiva. Il segnalatore gli chiede di non chiamarlo come ha fatto poche ore prima e vuole sapere se è per merito di qualche forza soprannaturale che egli abbia detto "Halloa! Below there!" agitando in quel modo il suo braccio. Il narratore risponde di no e se ne va.
Quando, il secondo giorno, il narratore torna a far visita al segnalatore, questo decide di confessargli di essere perseguitato dai fantasmi, le cui apparizioni sono indice di un imminente evento tragico sul suo luogo di lavoro. Già in due occasioni quanto egli afferma si è verificato: la prima volta il segnalatore aveva visto il fantasma del narratore pronunciare le sue stesse parole e agitare il braccio nello stesso modo: poco dopo avvenne una collisione tra due treni. Sei o sette mesi dopo il segnalatore aveva visto un altro fantasma che si copriva il volto con le mani, in atteggiamento di lutto. Nello stesso giorno una giovane sposa si uccise gettandosi fuori da un treno in corsa, che passava proprio dal luogo di lavoro del segnalatore. Inoltre egli giustifica il suo comportamento turbato dicendo di aver visto diverse volte un fantasma la settimana precedente e sospetta che un nuovo incidente stia per accadere senza che egli abbia la possibilità di fare qualcosa per impedirlo. Questa volta il fantasma si rivolge a lui dicendogli di fare attenzione e di sgombrare la via ("For God's sake clear the way! Below there! Look out! Look out!"), agitando con veemenza un braccio. Il giorno prima, quando il segnalatore si era voltato a guardare la campanella che suonava, aveva visto in entrambe le occasioni il fantasma vicino all'ingresso della galleria. Il narratore stenta a credere a ciò che gli viene detto, cerca di rassicurare il segnalatore e si offre di accompagnarlo da un medico in quanto ritiene che soffra di allucinazioni.
Il narratore torna per il terzo giorno a far visita al segnalatore; trova però un insolito gruppo di uomini nel tratto di ferrovia. Chiede loro cosa è successo e apprende che il suo amico segnalatore è morto in mattinata, travolto da un treno in corsa. Il narratore parla con un investigatore e con il macchinista del treno i quali gli descrivono gli ultimi attimi di vita del segnalatore: costui se ne stava sui binari e guardava intensamente qualcosa. All'arrivo del treno, nonostante il fischio di questo, le grida e i gesti di pericolo del ferroviere, il segnalatore era rimasto fermo, senza provare a mettersi in salvo e dando luogo alla tragedia. Il narratore chiede cosa avesse gridato il macchinista e quest'ultimo risponde: "Laggiù! Attenzione! Attenzione! Per carità di Dio, spostatevi dalla via!" ("Below there! Look out! Look out! For God's sake clear the way!"), agitando un braccio per farsi vedere meglio e coprendosi il volto con l'altro, per non guardare la drammatica fine del segnalatore.
Durante questo resoconto, il narratore non può fare a meno di notare che i disperati segnali di pericolo del macchinista coincidono precisamente con le azioni compiute dai fantasmi e descrittigli dal suo amico segnalatore.

## Genesi del racconto

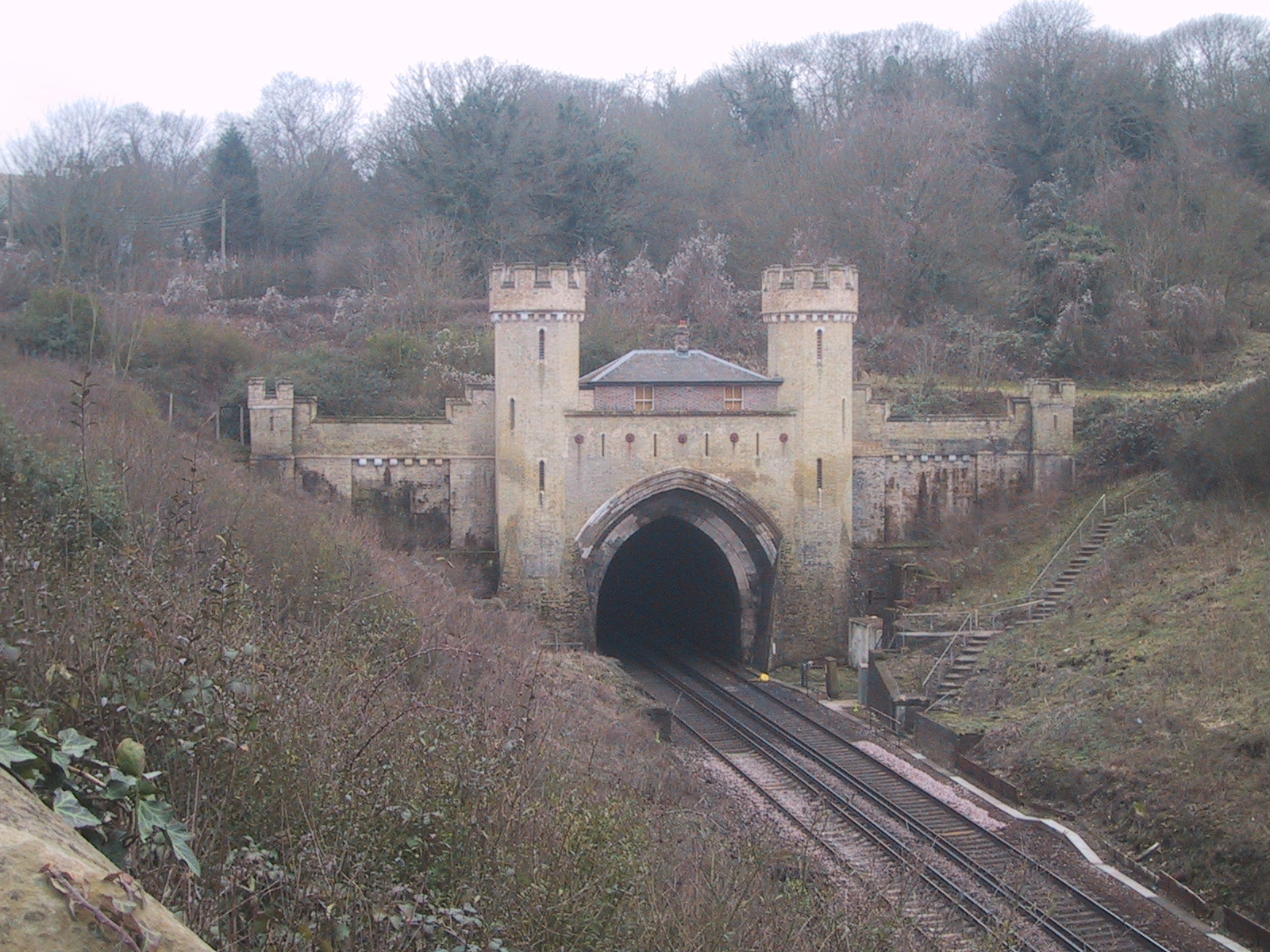
Galleria di Clayton vista dall'ingresso nord

Charles Dickens fu coinvolto nell'incidente ferroviario di Staplehurst, che si verificò in data 9 giugno 1865. A causa di un errore umano, il treno su cui viaggiava l'autore passò sopra un viadotto che stava venendo messo in sicurezza. Il ponte cedette e tutte le carrozze, tranne quella della prima classe nella quale viaggiava Dickens, precipitarono. Lo scrittore uscì illeso dal disastro ma psicologicamente ne restò traumatizzato per i restanti 5 anni della sua vita. Dopo aver vissuto questa tragica esperienza Dickens divenne nevrotico in materia di viaggi in treno: gli causavano infatti un forte nervosismo e per quanto gli fosse possibile, egli cercò di usare altri mezzi di trasporto.
L'anno seguente pubblicò The Signal-man: una tragica storia di fantasmi, strettamente legata all'ambito ferroviario.
Dickens prese spunto non solo dalla sua esperienza personale ma anche dal famoso incidente ferroviario del Clayton Tunnel, avvenuto il 25 agosto 1861. Nel suo racconto, infatti il primo evento tragico che si verifica è proprio un incidente fra due treni, con una dinamica molto simile a quella di Clayton.

## Trasposizione cinematografica
Il film The Signal-Man venne tratto dall'omonima storia di Charles Dickens e uscì il 22 dicembre 1976, diretto da Lawrence Gordon Clark. Il corto a colori, della durata di 37 minuti, venne girato in lingua inglese. Le riprese avvennero in Inghilterra e più precisamente in un tratto di ferrovia nei pressi di Birchen Coppice e all'entrata della galleria a Kidderminster, nel Worcestershire e nella ferrovia di Severn Valley, nello Shropshire

Il cast è composto da:
- Denholm Elliott come segnalatore
- Bernard Lloyd come viaggiatore (narratore)
- Reginald Jessup come macchinista
- Carina Wyeth come sposa